# Tommaso Obizzi
Tommaso Obizzi (1750, Padova – 3. června 1803, Battaglia) byl italský sběratel umění.

## Životopis
Syn markýze Ferdinanda II. Obizzi a benátské šlechtičny Angely Saly byl posledním potomkem rodu Obizzi. V sedmnácti letech zůstal bez otce a získal velké jmění, které později ještě navýšil dalšími závětními odkazy. V roce 1794 se oženil s benátskou šlechtičnou Barbarou Querini, která však zemřela o dva roky později. Když se Tommaso Obizzi ocitl bez přímých dědiců, vybral při sepisování závěti bývalého arcivévodu modenského Ercola III. s tím, že po jeho smrti přejde celý majetek na posledního syna arcivévody Ferdinanda Karla, který se oženil s Marií Beatricí d'Este, dcerou Ercola III. a poslední dědičkou rodu Este. Tommaso Obizzi zemřel 3. června 1803 v Battaglia Terme. Náhoda tomu chtěla, že Ercole III. zemřel několik měsíců po markýzovi, a tak v krátké době přešel veškerý majetek rodu Obizzi na Habsburky, kteří v následujících desetiletích nechali všechny vzácné sbírky Catajo převézt do Vídně a Prahy.
Markýz Tommaso Obizzi byl velkým sběratelem: velkou část svého života věnoval rozšiřování rodinných sbírek (které zahrnovaly zbrojnici, sbírku hudebních nástrojů, rozsáhlou obrazárnu, bohatou knihovnu, přírodovědný kabinet a řadu dalších exponátů) a sám budoval rozsáhlou antikvární a numismatickou sbírku. Nechal rozšířit a zvelebit hrad Catajo, který navštěvovali nejvýznamnější intelektuálové té doby.
Sbírky z hradu Catajo jsou dnes z větší části uloženy v Uměleckohistorickém muzeu ve Vídni.